# Melkwegbrug
De Melkwegbrug is zowel een boog- als draaibrug in Purmerend over het Noordhollandsch Kanaal. De brug werd ontworpen door NEXT architects en werd in 2012 geopend. De brug is bestemd voor fietsers en voetgangers en verbindt de wijk Weidevenne met het Tramplein en de rest van de binnenstad van Purmerend. 
De brug ligt nabij de locatie van de vroegere Amsterdamse Poort in het verlengde van de historische verbinding tussen Amsterdam en Purmerend via Purmerland, Den Ilp, Landsmeer, Kadoelen en Buiksloot die in volksmond de "Melkweg" werd genoemd, daarom ook de naam "Melkwegbrug". Tot 1660 was dit de verbinding met Amsterdam en werd onder meer gebruikt om de melk van de boeren af te leveren. 
Aan de westkant van het kanaal begint een fietspad met de straatnaam Melkweg, een voormalige landweg die binnen de gemeente Purmerend geïntegreerd is in de bebouwing van de wijk Weidevenne. Na station Purmerend Weidevenne krijgt het pad de straatnaam Purmerland. In Purmerland loopt de historische weg verder door onder de naam Purmerland.

## Beschrijving
Het onderste gedeelte van de brug is een vlakke zigzag over het water en kan bij een gedeelte als een draaibrug worden geopend voor de scheepvaart. Om aan de richtlijnen voor hellingshoeken voor het fiets- en rolstoelverkeer te kunnen voldoen is een lengte nodig van ruim 100 meter. Een oversteek via dit gedeelte van de brug is aanzienlijk langer dan een oversteek via het bovenste gedeelte met de boogbrug. Het hoogste punt van de boogbrug is ongeveer 12 meter hoog waarbij echter een aanzienlijk hoogteverschil dient te worden overwonnen waardoor de route via dit gedeelte van de brug niet bedoeld is voor fietsers omdat een fietsgleuf ontbreekt. Ook voor voetgangers die slecht ter been zijn ontbreekt een lift maar is er een alternatief met de draaibrug. De brug kan ook gebruikt worden om de bushalte "Vuurtorengracht" te bereiken voor bussen die niet op het busstation Tramplein halteren.

## Trivia
- Als 1 aprilgrap werd in 2018 gesuggereerd dat de brug was verkocht aan het emiraat Dubai om zo een gat in de begroting van de gemeente te dichten.[4]